# Mars Sample Return Mission

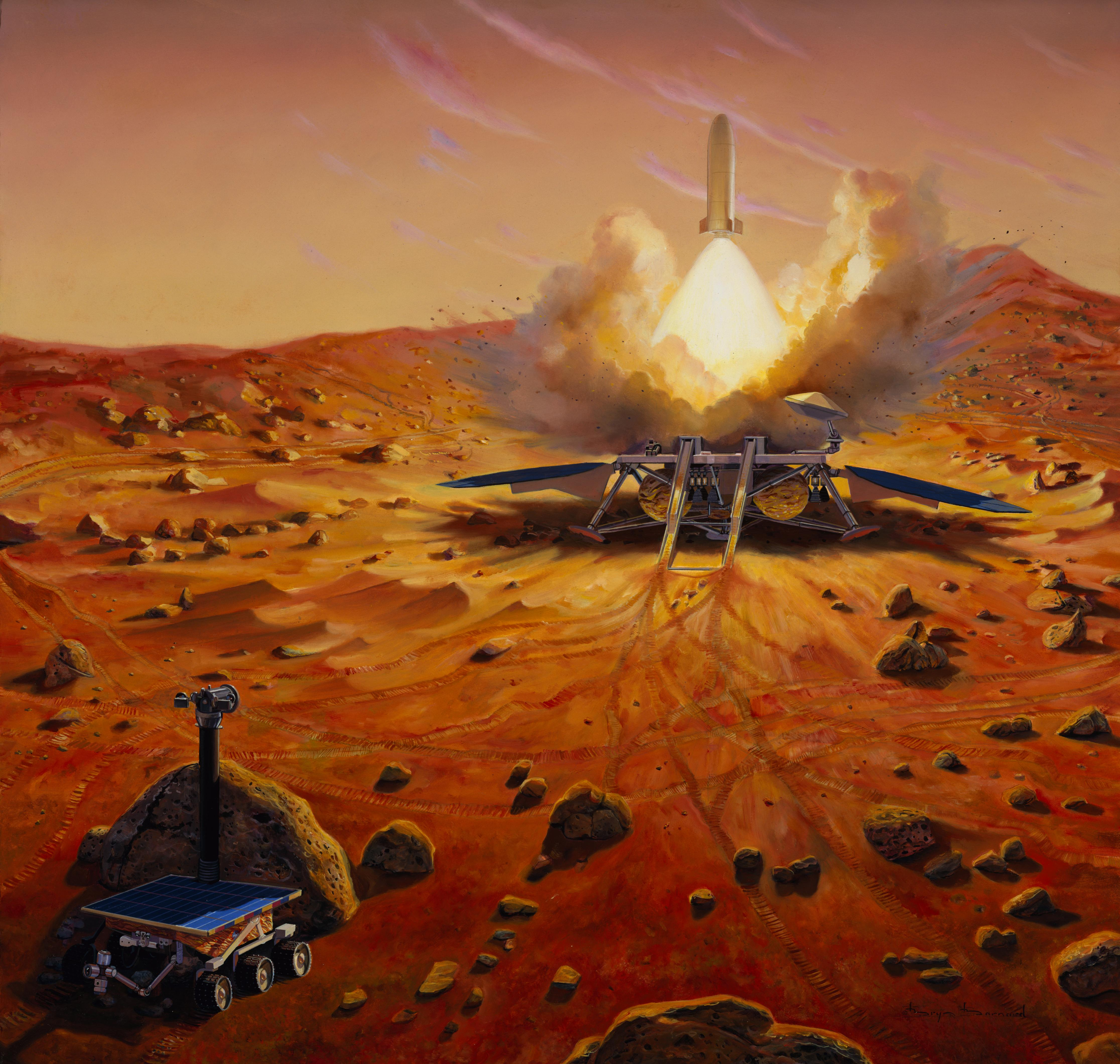
Mars Sample Return Mission

Mars Sample Return Mission — міжпланетна космічна місія на Марс, метою якої є збір зразків марсіанського ґрунту і доставка його на Землю для аналізу. Це спільний проєкт НАСА і ЄКА. Станом на березень 2023 року проєкт знаходиться на стадії проєктування. 

## Опис місії
Сценарій проведення спільної місії НАСА та ЄКА зараз точно не відомий і залежатиме від дати запуску і ракети-носія. До 2018 року будуть доступні тільки дві ракети-носія: Evolved Expendable Launch Vehicle (EELV) і Аріан 5.
Місія буде включати в себе орбітальний і спускний апарати. Метою орбітального апарата буде доставка спускного апарата до орбіти Марса, і потім доставка зразків ґрунту назад на Землю. Спускний апарат буде містити модуль для підйому ґрунту на орбіту Марса.
Для збору найцікавіших зразків передбачається використовувати ровер МАХ-С. Він буде запущений в 2018 році в рамках російсько-європейської програми ЕкзоМарс.

## Наукове використання
Доставка зразків ґрунту з Марса дозволить провести більш глибокий аналіз і отримати набагато більше корисної інформації, ніж шляхом дослідження їх марсоходами та іншими автоматичними зондами. Крім того, присутність зразків на Землі стирає всі обмеження за часом дослідження, що дозволить вивчати їх ще роки після завершення місії.
Зразки також піддадуться лабораторній експертизі на живі або мертві форми життя. Однак, питання про підтримання життя впродовж місяців під час транспортування ґрунту від Марса до Землі залишається відкритим, бо не відомі умови, які для цього потрібні. Якщо мертві форми життя і будуть знайдені в ґрунті, то буде важко встановити, чи були вони живі в момент збору зразків.